# Robert Milkins
Robert Milkins (n. 6 martie 1976, Bristol, Anglia, Regatul Unit) este un jucător englez de snooker. A devenit profesionist în anul 1995. A jucat prima finală a carierei într-un turneu de clasament în martie 2022 când a și câștigat Openul Gibraltarului după ce l-a învins cu 4-2 pe Kyren Wilson. În februarie 2023, a câștigat Openul Galez, al doilea trofeu al carierei, și a obținut și un bonus de 150.000 de lire sterline pentru ocuparea primului loc în Seria BetVictor.
Milkins a realizat breakul maxim de trei ori în carieră.

## Finalele carierei

### Turnee de clasament: 2 (2 titluri)
| Rezultat | Nr. | An   | Turneu               | Adversar în finală | Scor |
| Campion  | 1.  | 2022 | Openul Gibraltarului | Kyren Wilson       | 4–2  |
| Campion  | 2.  | 2023 | Openul Galez         | Shaun Murphy       | 9–7  |

### Turnee minore: 1
| Rezultat | Nr. | An   | Turneu    | Adversar în finală | Scor |
| Finalist | 1.  | 2014 | Ruhr Open | Shaun Murphy       | 0–4  |

### Turnee invitaționale: 3 (1 titlu)
| Rezultat | Nr. | An   | Turneu                         | Adversar în finală | Scor |
| Finalist | 1.  | 1998 | UK Tour – Event 3              | Simon Bedford      | 4–6  |
| Campion  | 1.  | 2009 | Pro Challenge Series – Event 3 | Joe Jogia          | 5–3  |
| Finalist | 2.  | 2011 | Snooker Shoot Out              | Nigel Bond         | 0–1  |

### Turnee Pro-am: 1 (1 titlu)
| Rezultat | Nr. | An   | Turneu      | Adversar în finală | Scor |
| Campion  | 1.  | 2017 | Pink Ribbon | Rob James          | 4–2  |